# Cololejeunea papillosa
Cololejeunea papillosa là một loài Rêu trong họ Lejeuneaceae. Loài này được Bernecker & Pócs mô tả khoa học đầu tiên năm 2008.